# Congonhal
Congonhal là một đô thị thuộc bang Minas Gerais, Brasil. Đô thị này có diện tích 205,756 km², dân số năm 2007 là 9692 người, mật độ 48,3 người/km².